# Murray Harbour North
Murray Harbour North est une communauté dans le comté de Kings sur l'Île-du-Prince-Édouard, au Canada, au nord-est de Murray Harbour.